# Jigulites
Jigulites es un género de foraminífero bentónico normalmente considerado un subgénero de Triticites, es decir, Triticites (Jigulites) de la subfamilia Schwagerininae, de la familia Schwagerinidae, de la superfamilia Fusulinoidea, del suborden Fusulinina y del orden Fusulinida. Su especie tipo es Triticites jigulensis. Su rango cronoestratigráfico abarca el Gzeliense (Carbonífero superior).

## Discusión
Clasificaciones más recientes incluyen Jigulites en la superfamilia Schwagerinoidea, y en la subclase Fusulinana de la clase Fusulinata. Otras clasificaciones lo han incluido en la subfamilia Triticitinae de la familia Triticitidae.

## Clasificación
Jigulites incluye a las siguientes especies:
- Jigulites altus †, también considerado como Triticites (Jigulites) altus †
  - Jigulites altus kodzhagulensis †, también considerado como Triticites (Jigulites) altus kodzhagulensis †
- Jigulites confertus †, también considerado como Triticites (Jigulites) confertus †
- Jigulites corpulentus †, también considerado como Triticites (Jigulites) corpulentus †
- Jigulites dagmarae †, también considerado como Triticites (Jigulites) dagmarae †
- Jigulites formosus †, también considerado como Triticites (Jigulites) formosus †
- Jigulites gerasimovi †, también considerado como Triticites (Jigulites) gerasimovi †
- Jigulites grandis †, también considerado como Triticites (Jigulites) grandis †
- Jigulites intermedius †, también considerado como Triticites (Jigulites) intermedius †
- Jigulites jigulensis †, también considerado como Triticites (Jigulites) jigulensis †
- Jigulites longus †, también considerado como Triticites (Jigulites) longus †
- Jigulites volgensis †, también considerado como Triticites (Jigulites) volgensis †